# جورج كورتيس مور
جورج كورتيس مور (7 سبتمبر 1925 - 2 مارس 1973) كان دبلوماسي أمريكي اغتيل خلال هجوم إرهابي على سفارة الولايات المتحدة في الخرطوم عاصمة السودان.

## المسيرة الدبلوماسية في الخرطوم
كان مور الموظف الرئيسي للخدمة الخارجية في قسم مصالح الولايات المتحدة في الخرطوم. أغلقت السفارة الأمريكية في عام 1967 خلال حرب 1967. تم إنشاء قسم المصالح الأمريكية في السفارة الهولندية. مور الموظف في الخدمة الخارجية المهنية تم تعيينه في قسم المصالح الأمريكية كموظف رئيسي في يوليو 1969. كان مستعرب من خلال التدريب.
عند إعادة فتح السفارة الأمريكية في 25 يوليو 1972 أصبح مور قائم بالأعمال المؤقت وهو العنوان الذي أعطي للشخص الذي يعمل سفيرا مؤقتا.

## الاغتيال
في 1 مارس 1973 اقتحم إرهابيون فلسطينيون وهم جزء من منظمة أيلول الأسود السفارة السعودية خلال حفل استقبال السفير الأمريكي القادم كليو أ. نويل جونيور. سفراء عديدين من بينهم السوفييت والبريطانيون والفرنسيون والبابا هربوا خلال الفوضى. غادر السفير الفرنسي من خلال تسلق جدران السفارة. في اليوم التالي أطلق النار على مور وقتل. كما قتل نويل والدبلوماسي البلجيكي غاي عيد. استسلم الإرهابيون وحكم عليهم بالسجن. تم ترحيلهم قبل قضاء مدة عقوبتهم.
دفن مور في مقبرة أرلينغتون الوطنية بالقرب من واشنطن العاصمة.